# Tillandsia vernardoi
Tillandsia vernardoi är en gräsväxtart som beskrevs av Werner Rauh. Tillandsia vernardoi ingår i släktet Tillandsia och familjen Bromeliaceae. Inga underarter finns listade i Catalogue of Life.